# 超几何分布
超幾何分布（Hypergeometric distribution）是統計學上一种離散機率分布。它描述了由有限個物件中抽出{\displaystyle n}個物件，成功抽出{\displaystyle k}次指定種類的物件的概率（抽出不放回 （without replacement））。
例如在有{\displaystyle N}個樣本，其中{\displaystyle K}個是不及格的。超幾何分布描述了在該{\displaystyle N}个样本中抽出{\displaystyle n}個，其中{\displaystyle k}個是不及格的個數：
{\displaystyle f(k;n,K,N)={{{K \choose k}{{N-K} \choose {n-k}}} \over {N \choose n}}}
上式可如此理解：{\displaystyle {\tbinom {N}{n}}}表示所有在{\displaystyle N}个样本中抽出{\displaystyle n}个的方法数目。{\displaystyle {\tbinom {K}{k}}}表示在{\displaystyle K}个样本中，抽出{\displaystyle k}個的方法數目，即组合数，又稱二項式係數。剩下來的樣本都是及格的，而及格的樣本有{\displaystyle N-K}个，剩下的抽法便有{\displaystyle {\tbinom {N-K}{n-k}}}
若{\displaystyle n=1}，超幾何分布退化為伯努利分布。

## 记号
若随机变量{\displaystyle X}服从参数为{\displaystyle n,K,N}的超几何分布，则记为{\displaystyle X\sim H(n,K,N)}。